# باشگاه فوتبال الباطن
باشگاه فوتبال الباطن (عربی: نادي الباطن لكرة القدم) یک باشگاه فوتبال در عربستان سعود و در لیگ دسته اول فوتبال عربستان سعودی است.
این باشگاه فوتبال در سال ۱۹۷۸ تأسیس شد.وبرای رقابت باغول های بزرگ عربستان شد این باشگاه هم اکنون در سطح اول باشگاهی عربستان یعنی rsl قرار دارد.